# EXO Next Door
EXO Next Door (hangeul : 우리 옆집에 EXO가 산다)  est une web-série sud-coréenne diffusée en 2015 sur Naver TV Cast en Corée du Sud avec en vedette : Moon Ga-young et des membres du célèbre groupe de K-pop EXO (ces derniers jouant des versions fictives d'eux-mêmes). Elle a été diffusée du 9 avril au 28 mai 2015 les mardis et jeudis à 22 h 00 pour 16 épisodes.
EXO Next Door est devenu l'une des séries web les plus populaires en Corée du Sud, en cumulant 50 millions de vues au total.
CJ E&M l'a réédité en une version cinématographique, qui a ensuite été vendue aux acheteurs étrangers à la 68e édition du festival de Cannes.
Le 22 avril, la bande originale de la web-série, intitulée "두근거려 (Beautiful)", interprétée par Baekhyun, est sortie. Celle-ci a pris la tête des classements sur les plateformes de téléchargement de MelOn, Genie, Olleh Music, Naver Music, Soribada et dans d'autres. C’est donc la première fois qu’un single tiré d'une bande originale d’une web-série s’empare de la tête des charts. Cinq jours plus tard, le clip-vidéo de "두근거려 (Beautiful)" a été mis en ligne sur YouTube.

## Synopsis
Ji Yeon-hee (Moon Ga-young) est une fille extrêmement timide et introvertie, âgée de 23 ans, qui n'a aucune expérience de rencontre et qui a tendance à rougir lorsqu'elle parle à quelqu'un qu'elle aime. Un jour, quatre jeunes hommes s'installent dans une maison juste à côté de la sienne, et à sa grande surprise, ils s'avèrent être Chanyeol (Park Chan-yeol), D.O. (Do Kyung-soo), Baekhyun (Byun Baek-hyun) et Sehun (Oh Se-hun) de son groupe préféré EXO, qui cherchent à se reposer un moment. Ils l'embauchent pour nettoyer leur maison à temps partiel pendant les vacances d'hiver et c'est à ce moment-là que Yeon-hee découvre que Chanyeol était son ami d'enfance perdu depuis longtemps et qu'il est le petit-fils du propriétaire de la maison (à présent décédé). Au fil de l'histoire, Yeon-hee se retrouve dans un triangle amoureux avec Chanyeol et D.O.

## Fiche technique
Sauf indication contraire, les informations mentionnées dans cette section peuvent être confirmées par la base de données cinématographiques IMDb,  présente dans la section « Liens externes ».
- Titre international : EXO Next Door
- Titre original : 우리 옆집에 EXO가 산다
- Création : Lee Kwon
- Scénario : Shin Yeon-joo et Hwang Ji-eon
- Production : Kim Young-min et Park Sung-hye
- Sociétés de production : SM Entertainment, LINE et Oh!Boy Project
- Pays d'origine :  Corée du Sud
- Langue originale : coréen
- Genre  : Web-série, comédie, drame, romance
- Durée : 15 minutes
- Diffusion : 
  -  Corée du Sud : du 9 avril au 28 mai 2015 sur Naver TV Cast.

## Distribution

### Acteurs principaux
- Moon Ga-young : Ji Yoon-hee
  - Han Seo-jin : Ji Yoon-hee (jeune)
- Park Chan-yeol : Chanyeol
  - Jung Jae-hyuk : Chanyeol (jeune)
- Do Kyung-soo : D.O.
- Byun Baek-hyun : Baekhyun
- Oh Se-hun : Sehun

### Acteurs secondaires
- Jang Yoo-sang : Ji Kwang-soo
- Kim Jong-in : Kai
- Kim Jun-myeon : Suho
- Kim Min-seok : Xiumin
- Zhang Yixing : Lay
- Kim Jong-dae : Chen
- Zitao Huang : Tao
- Kim Hee-jung : la mère de Yeon-hee
- Jeon Soo-jin : Ga-eun
- Yoon Joo-sang : le grand-père de Chanyeol
- Jung Si-hyun : Minh-hwan

## Récompenses et nominations
| Année | Prix                  | Catégorie              | Lauréat       | Résultat |
| ----- | --------------------- | ---------------------- | ------------- | -------- |
| 2015  | 8e Korea Drama Awards | Meilleur nouvel acteur | Park Chanyeol | Lauréat  |
| 2015  | 8e Korea Drama Awards | Hallyu Star Award      | Park Chanyeol | Lauréat  |